# Stuplav
Stuplav (Nephroma bellum) är en lavart som först beskrevs av Kurt Sprengel, och fick sitt nu gällande namn av Edward Tuckerman. Stuplav ingår i släktet Nephroma och familjen Nephromataceae.  Arten är reproducerande i Sverige. Inga underarter finns listade i Catalogue of Life.

## Källor

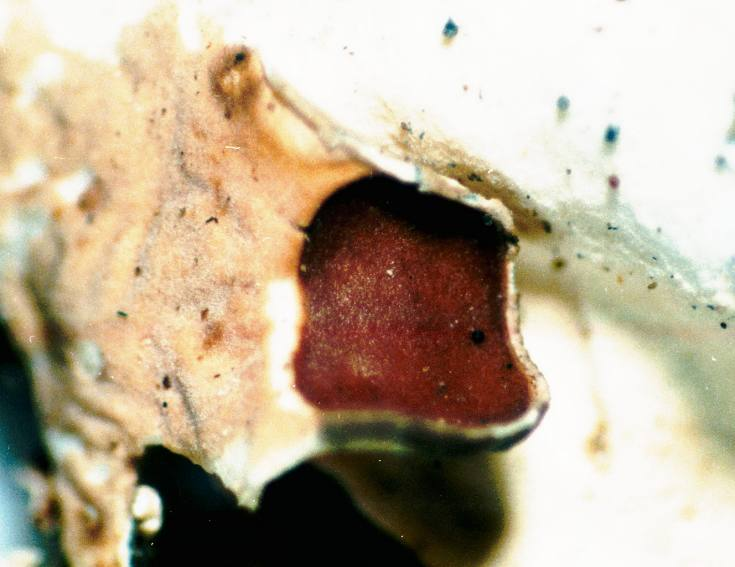
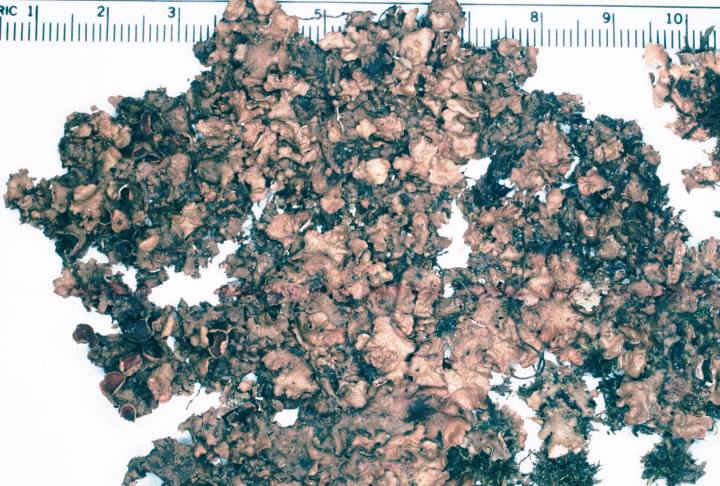
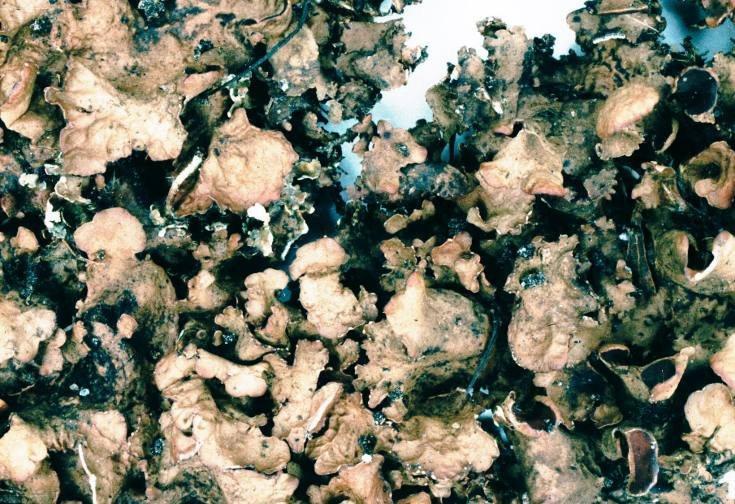
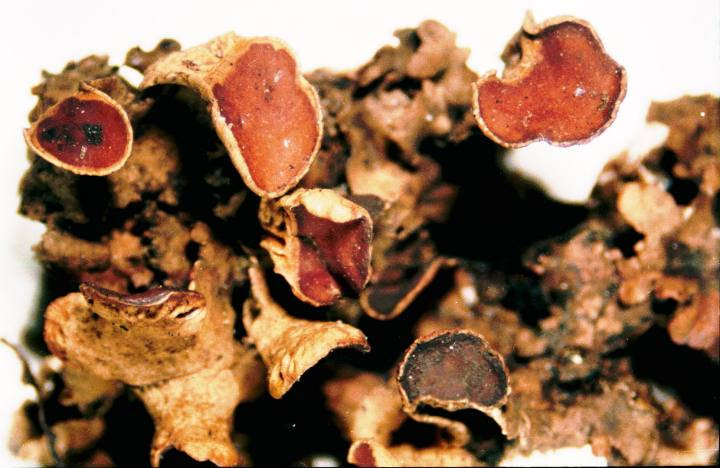
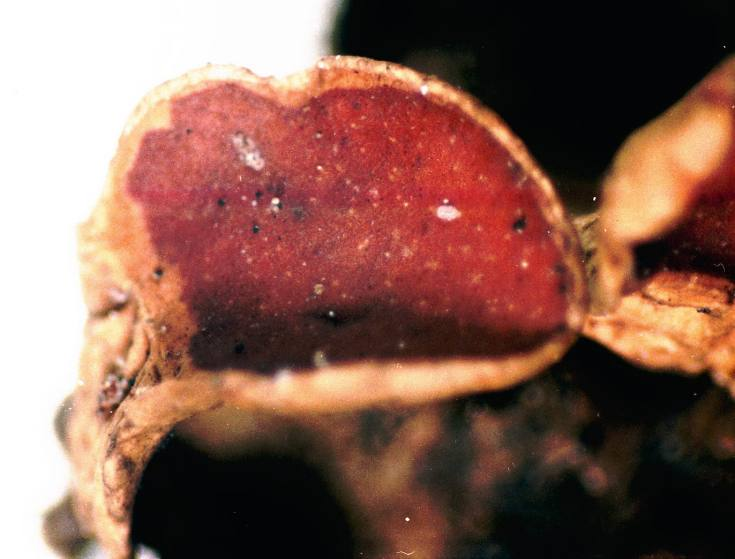
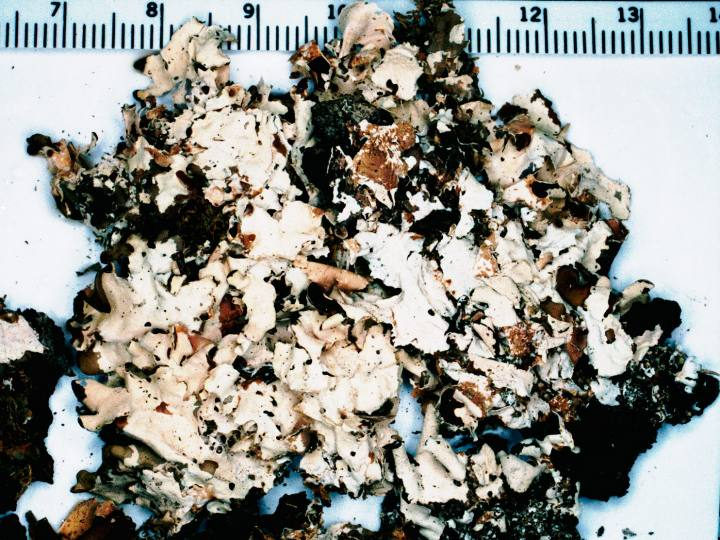